# Ruth Beitia Vila
Ruth Beitia Vila (Santander, Cantàbria, 1 d'abril de 1979) és una atleta espanyola, especialista en salt d'altura. Des de 2011 és secretària primera del Parlament de Cantàbria. En 2015 va esdevenir la primera atleta espanyola a guanyar la IAAF Diamond League. Als Jocs Olímpics de 2016, celebrats a Rio de Janeiro, va guanyar l'or olímpic.

## Trajectòria esportiva
El 1998 va batre el seu primer rècord d'Espanya a l'aire lliure, saltant 1,89 m., l'any següent Marta Mendía supera el rècord de Beitia amb un salt d'1,91 m. i l'any 2000 el deixa en 1,93 m., rècord que Beitia no va superar fins a l'any 2002. En els anys següents ha millorat diverses vegades aquesta marca fins a aconseguir superar els 2,02 m, que és l'actual rècord d'Espanya, aconseguit a Sant Sebastià el 4 d'agost de 2007. És la primera i fins ara única dona espanyola que ha superat la barrera dels dos metres, i va ser la novena millor marca mundial de 2003.
Els seus resultats internacionals més importants els ha aconseguit sota sostre. En 2005 va guanyar la medalla de plata en els Campionats d'Europa indoor celebrats a Madrid, on va saltar 1,99 m i solament va ser batuda per la russa Anna Chícherova. A l'aire lliure es va fer amb la medalla de bronze en el Campionat Mundial de Moscou de 2013 amb una marca d'1,97 m. En 2006 va guanyar el bronze en els Campionats del Món Indoor de Moscou, on va saltar 1,98 m i solament va ser batuda per la russa campiona olímpica Yelena Slesarenko i per la croata Blanka Vlašić. Va ser finalista en els Campionats del Món a l'aire lliure de París 2003, on va ocupar la 11ª posició. En els mundials de Hèlsinki 2005 no va aconseguir passar a la final. Va ser finalista en els Campionats d'Europa de Múnic el 2002, on va ocupar la 11ª posició. Va participar en els Jocs Olímpics d'Atenes 2004, encara que no va poder passar a la final. Ha estat nou vegades campiona d'Espanya a l'aire lliure, i catorze vegades campiona indoor des de 2003 fins a 2015.
Pertany a l'equip creat per ella mateixa l'any 2014 amb l'objectiu de participar solament en les competicions que volgués, lliurant-se de les Lligues de Clubs, el "Torralbo's Team"
El seu entrenador és Ramón Torralbo
En 2004 va aconseguir saltar els 2,00 m en pista coberta, igualant la seua millor marca a l'aire lliure. El 8 de març de 2009 va aconseguir la medalla de plata en salt d'altura, la seua tercera presència en el Campionat Europeu d'Atletisme en Pista Coberta de 2009 celebrat a Torí, amb una marca d'1,99 metres que solament va poder superar l'alemanya Ariane Friedrich (2,01). En el Campionat del Món de Berlín 2009, va quedar en cinquena posició amb una marca d'1,99 m. Ruth Beitia va aconseguir la medalla d'or en els Campionats d'Europa d'Atletisme celebrats a Hèlsinki en 2012 amb una marca d'1,97 m. En els Jocs Olímpics de Londres 2012, va fregar la medalla de bronze saltant 2.00 metres però tres nuls en 2.03 metres la van privar de la seua primera medalla olímpica, poc després va anunciar la seva retirada. No obstant això va seguir competint i Ruth Beitia va revalidar la medalla d'or en els Campionats d'Europa d'Atletisme en Pista Coberta de 2013 celebrats en Göteborg amb una marca d'1,99 m.
A l'aire lliure es va fer amb la medalla de bronze en el Campionat Mundial de Moscou de 2013 amb una marca d'1,97 m. En 2014 aconsegueix la medalla de bronze en el Mundial Indoor de Sopot amb una marca de 2,00, i aquest mateix any revalida el seu títol de campiona d'Europa en salt d'altura amb un salt de 2,01m (millor marca mundial de l'any) en el Campionat Europeu d'Atletisme.

## Resultats en competició

### Per temporada

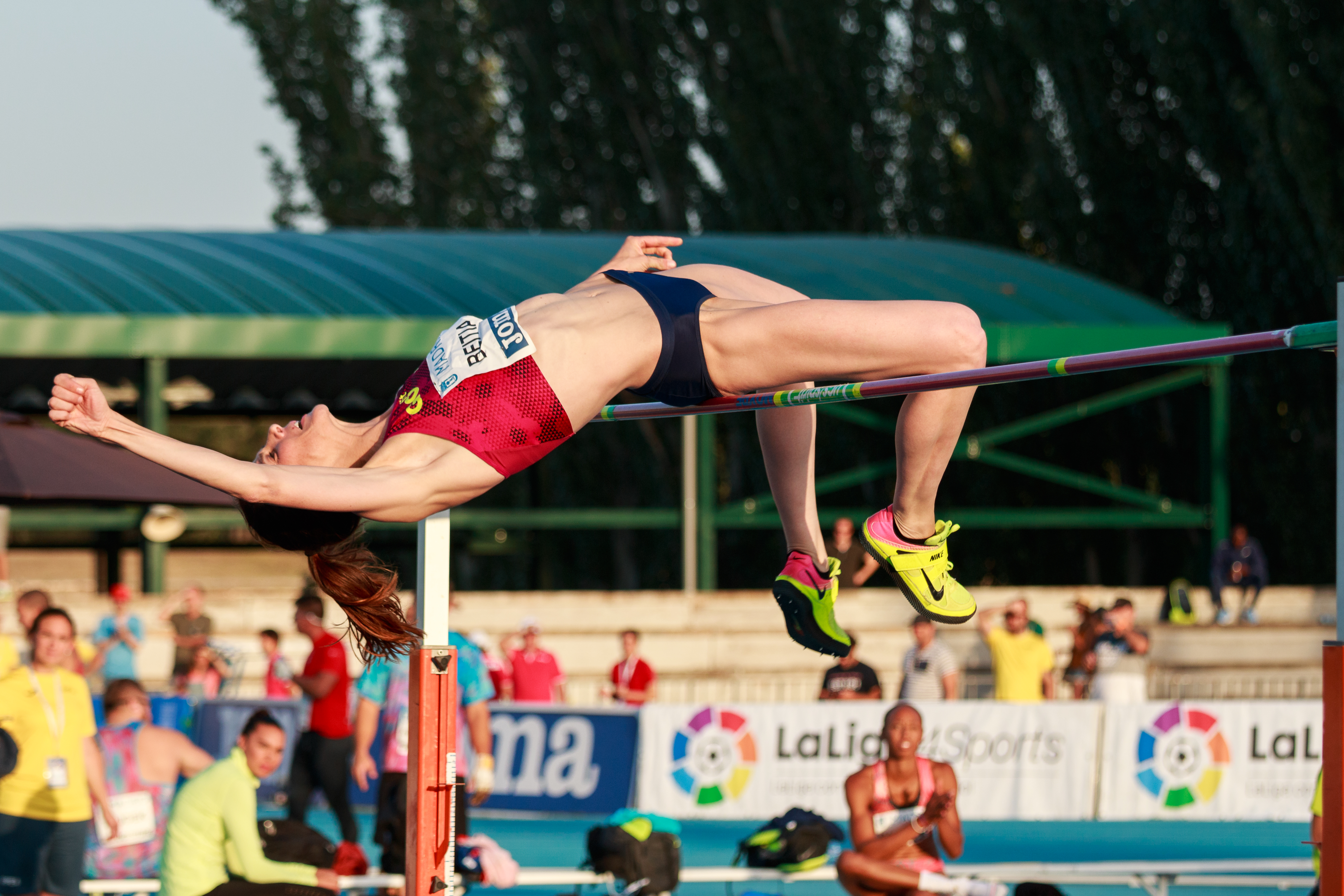
Beitia realitzant un salt en 2017 a Madrid.

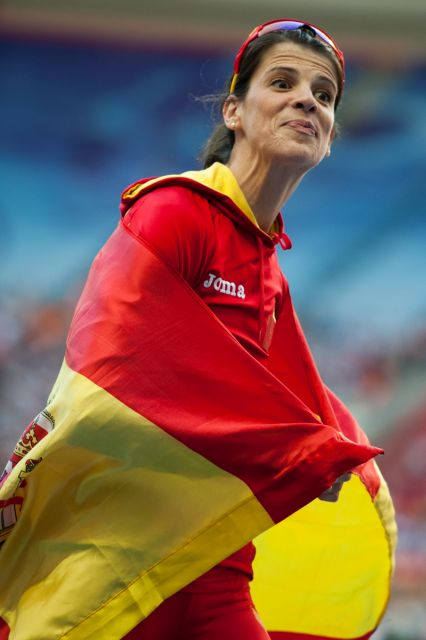
Ruth Beitia celebrant la medalla de bronze en el Mundial de 2013.

| Any  | Competició                                     | Lloc           | Posat   | Marca  |
| 1998 | Campionat Mundial Junior d'Atletisme           | Annecy         | 8ª      | 1.80 m |
| 1999 | Campionat Europeu sub-23 d'Atletisme           | Göteborg       | 11ª     | 1.82 m |
| 2000 | Campionat Iberoamericà d'Atletisme             | Rio de Janeiro | 4ª      | 1.81 m |
| 2001 | Campionat Mundial d'Atletisme en Pista Coberta | Lisboa         | 7ª      | 1.93 m |
| 2001 | Jocs Mediterranis                              | Radès          | 4ª      | 1.83 m |
| 2002 | Campionat Europeu d'Atletisme                  | Múnic          | 11ª     | 1.85 m |
| 2003 | Campionat Mundial d'Atletisme en Pista Coberta | Birmingham     | 5ª      | 1.96 m |
| 2003 | Campionat Mundial d'Atletisme                  | París          | 11ª     | 1.90 m |
| 2004 | Campionat Mundial d'Atletisme en Pista Coberta | Budapest       | 9ª (q)  | 1.93 m |
| 2004 | Campionat Iberoamericà d'Atletisme             | Huelva         | 4ª      | 1.88 m |
| 2004 | Jocs Olímpics                                  | Atenes         | 16ª (q) | 1.89 m |
| 2005 | Campionat Europeu d'Atletisme en Pista Coberta | Madrid         | 2ª      | 1.99 m |
| 2005 | World Athletics Final de l'IAAF                | Munte Carlo    | 7ª      | 1.89 m |
| 2005 | Jocs Mediterranis                              | Almeria        | 1ª      | 1.95 m |
| 2006 | Campionat Mundial d'Atletisme en Pista Coberta | Moscou         | 3ª      | 1.98 m |
| 2006 | Campionat Europeu d'Atletisme                  | Göteborg       | 9ª      | 1.92 m |
| 2006 | World Athletics Final de l'IAAF                | Stuttgart      | 6ª      | 1.90 m |
| 2007 | Campionat Europeu d'Atletisme en Pista Coberta | Birmingham     | 3ª      | 1.96 m |
| 2007 | Campionat Mundial d'Atletisme                  | Osaka          | 6ª      | 1.97 m |
| 2008 | Campionat Mundial d'Atletisme en Pista Coberta | València       | 4ª      | 1.99 m |
| 2008 | Jocs Olímpics                                  | Pequín         | 7ª      | 1.96 m |
| 2009 | Campionat Europeu d'Atletisme en Pista Coberta | Torí           | 2ª      | 1.99 m |
| 2009 | Campionat Mundial d'Atletisme                  | Berlín         | 5ª      | 1.99 m |
| 2010 | Campionat Mundial d'Atletisme en Pista Coberta | Doha           | 2ª      | 1.98 m |
| 2010 | Campionat Iberoamericà d'Atletisme             | Sant Fernando  | 1ª      | 1.89 m |
| 2010 | Campionat Europeu d'Atletisme                  | Barcelona      | 6ª      | 1.95 m |
| 2011 | Campionat Europeu d'Atletisme en Pista Coberta | París          | 2ª      | 1.96 m |
| 2011 | Campionat Mundial d'Atletisme                  | Daegu          | 16ª (q) | 1.92 m |
| 2012 | Campionat Mundial d'Atletisme en Pista Coberta | Istanbul       | 6ª      | 1.95 m |
| 2012 | Campionat Europeu d'Atletisme                  | Hèlsinki       | 1ª      | 1.97 m |
| 2012 | Jocs Olímpics                                  | Londres        | 4ª      | 2.00 m |
| 2013 | Campionat Europeu d'Atletisme en Pista Coberta | Göteborg       | 1ª      | 1.99 m |
| 2013 | Campionat Mundial d'Atletisme                  | Moscou         | 3ª      | 1.97 m |
| 2014 | Campionat Mundial d'Atletisme en Pista Coberta | Sopot          | 3ª      | 2.00 m |
| 2014 | Campionat Europeu d'Atletisme                  | Zuric          | 1ª      | 2.01 m |
| 2015 | Campionat Europeu d'Atletisme en Pista Coberta | Praga          | 5ª      | 1.94 m |
| 2015 | Campionat Mundial d'Atletisme                  | Pequín         | 5ª      | 1.99 m |
| 2015 | IAAF Diamond League                            | -              | 1ª      | -      |
| 2016 | Campionat Mundial d'Atletisme en Pista Coberta | Portland       | 2ª      | 1.96 m |
| 2016 | Campionat Europeu d'Atletisme                  | Amsterdam      | 1ª      | 1.98 m |
| 2016 | Jocs Olímpics                                  | Río de Janeiro | 1ª      | 1.97 m |

### Millors marques
| Disciplina                    | Marca (m) | Lloc          | Data | Notes            |
| ----------------------------- | --------- | ------------- | ---- | ---------------- |
| Salt d'Altura (outdoor)       | 2.02      | Sant Sebastià | 2007 | Rècord d'Espanya |
| Salt d'Altura (pista coberta) | 2.01      | El Pireu      | 2007 | Rècord d'Espanya |

## Condecoracions
| Distinció                                       | Any  |
| ----------------------------------------------- | ---- |
| Medalla de Plata - Real Orde del Mèrit Esportiu | 2013 |

## Fora de l'atletisme

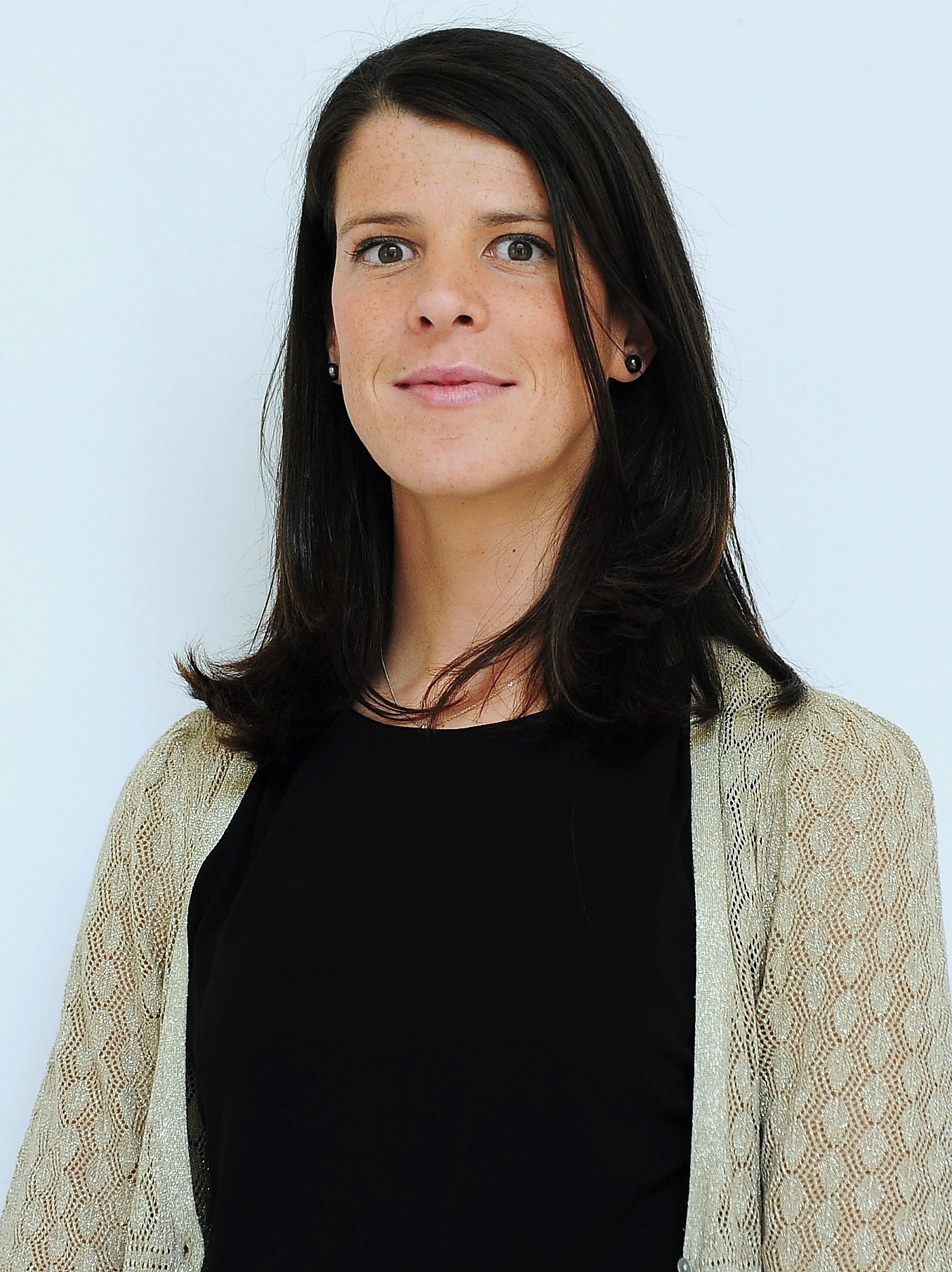
Ruth Beitia el 2011.

### Trajectòria política
A l'octubre de 2008 va ser designada membre del Comitè Executiu Regional del Partit Popular de Cantàbria per Ignacio Diego. El 16 de juny de 2011 va prendre possessió com a diputada i va ser designada secretària primera del Parlament de Cantàbria per a la VIII Legislatura. Després de les eleccions del 2015, va renovar la seva acta de diputada al Parlament de Cantàbria per a la IX Legislatura.
Al 2018 es va incorporar a l'executiva nacional del Partit Popular com a secretària de l'àrea d'Esports.
El gener del 2019 es va comunicar que optaria a la presidència de Cantàbria, tot i que això no es va arribar a materialitzar perquè poc després anunciava la seva retirada de la política.